# Giddy Potts
Nathanial Lamont Potts, detto Giddy (Athens, 8 agosto 1995), è un cestista statunitense.

## Palmarès
- Campionato olandese: 1

Leida: 2020-21